# Witches of East End
Witches of East End ist eine US-amerikanische Mysteryserie, die auf dem gleichnamigen Bestseller von Melissa de la Cruz basiert. Die Fernsehserie mit Emmypreisträgerin Julia Ormond in der Hauptrolle wurde von 2013 bis 2014 für den Fernsehsender Lifetime produziert. Sie erzählt die Geschichte einer Hexe, die ihren Töchtern enthüllen muss, dass sie aus einer Familie von Hexen stammen. Die Erstausstrahlung erfolgte in den Vereinigten Staaten am 6. Oktober 2013 im Anschluss an Drop Dead Diva bei Lifetime.
Im November 2014 wurde die Serie nach zwei Staffeln eingestellt.

## Handlung
Auf den ersten Blick erscheint die Familie Beauchamp wie jede andere. Doch Matriarchin Joanna und ihre Schwester Wendy sind Hexen. Joanna verheimlicht dies jedoch ihren erwachsenen Töchtern Freya und Ingrid, die seit ihrer Geburt mit magischen Kräften ausgestattet sind. Freya und Ingrid sterben immer zwischen den 20–30 Lebensjahren, nachdem sie ihre Hexenkräfte entdecken und werden wiedergeboren. Jedoch hat Joanna dieses Mal die Hoffnung, dass den beiden ein langes Leben beschert wird.
Freya ist eine lebenslustige junge Frau, die in einer Bar arbeitet und sich gerade erst mit dem wohlhabenden Playboy Dash Gardiner verlobt hat. Doch sie fühlt sich auch zu dem rätselhaften Killian, dem Bruder von Dash, hingezogen. Ingrid hingegen ist schüchtern und zurückhaltend und arbeitet als Bibliothekarin.
Eines Tages taucht überraschend Wendy wieder auf und bringt ihrer Schwester eine Warnung mit. Diese Warnung zwingt Joanna dazu, dass sie ihren Töchtern die Wahrheit sagen muss: Sie sind unsterbliche Hexen. Das idyllische Leben in den Hamptons ist vorbei, denn ein uralter Feind in Form eines Gestaltenwandlers will die Familie Beauchamp für immer auslöschen. So liegt es an Freya und Ingrid, ihre Familie und Freunde zu retten.

## Produktion
Am 19. Juli 2012 bestellte Lifetime eine Pilotfolge, die auf dem Roman „Witches of East End“ von Melissa de la Cruz basiert. Als Produzenten wurden Maggie Friedman, die auch schon bei der Hexenserie Eastwick beteiligt war, und Erwin Stoff verpflichtet. Produziert wurde sie von der Produktionsfirma Fox 21.
Ende Januar 2013 bestellte man eine erste Staffel mit zehn Episoden für den Herbst 2013. Aufgrund von zufriedenstellenden Einschaltquoten gab der Sender Ende November 2013 eine zweite Staffel in Auftrag, die aus 13 Episoden bestand.
Anfang November 2014 gab Lifetime die Einstellung der Serie nach zwei Staffeln und 23 Episoden bekannt. Da die Ausstrahlung der zweiten Staffel bereits beendet war, endet die Serie mit einem Cliffhanger.

### Casting
Am 30. August 2011 berichtet Headline Hollywood, dass Emmypreisträgerin Julia Ormond die Hauptrolle der Joanna Beauchamp erhalten hat. Für Ormond ist die Fernsehserie ihre erste Serienhauptrolle überhaupt. Einige Tage später erhielten Jenna Dewan-Tatum, Patrick Heusinger, Daniel Di Tomasso und Rachel Boston weitere Hauptrollen in der Serie. Ebenfalls im September 2012 schloss sich Nicholas Gonzalez dem Projekt an. Eine letzte Hauptrolle ging im Oktober 2012 an Mädchen Amick, die die Rolle der Wendy, Joannas Schwester, verkörpern soll.
Nach Serienbestellung wurden die Rollen von Heusinger und Gonzalez neu besetzt. Eric Winter ersetzte Heusinger und die Rolle von Gonzalez ging an Jason George. Virginia Madsen wurde für einen Handlungsbogen gecastet. Für die zweite Staffel wurde Christian Cooke für eine Hauptrolle und Steven Berkoff für eine Nebenrolle verpflichtet.

## Besetzung

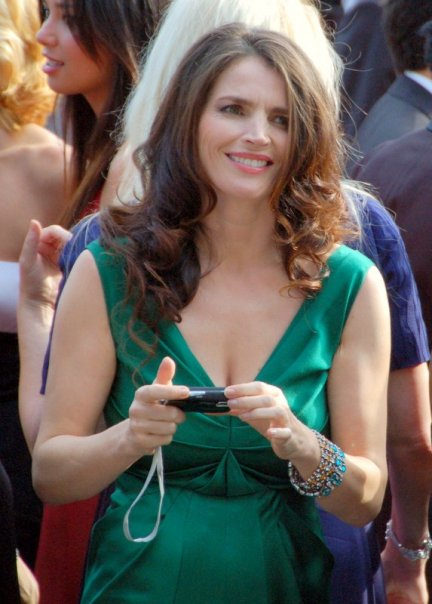
Julia Ormond
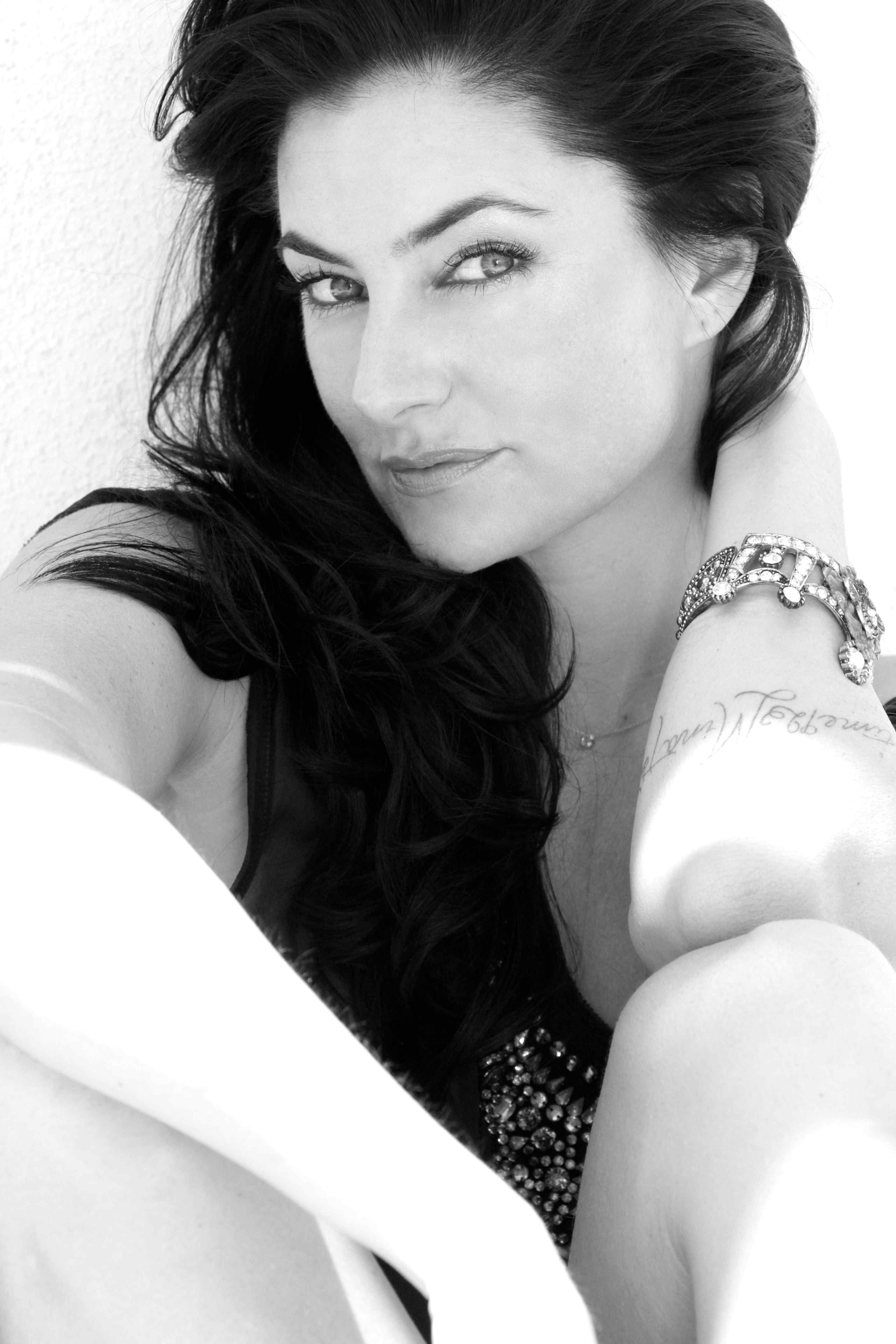
Mädchen Amick
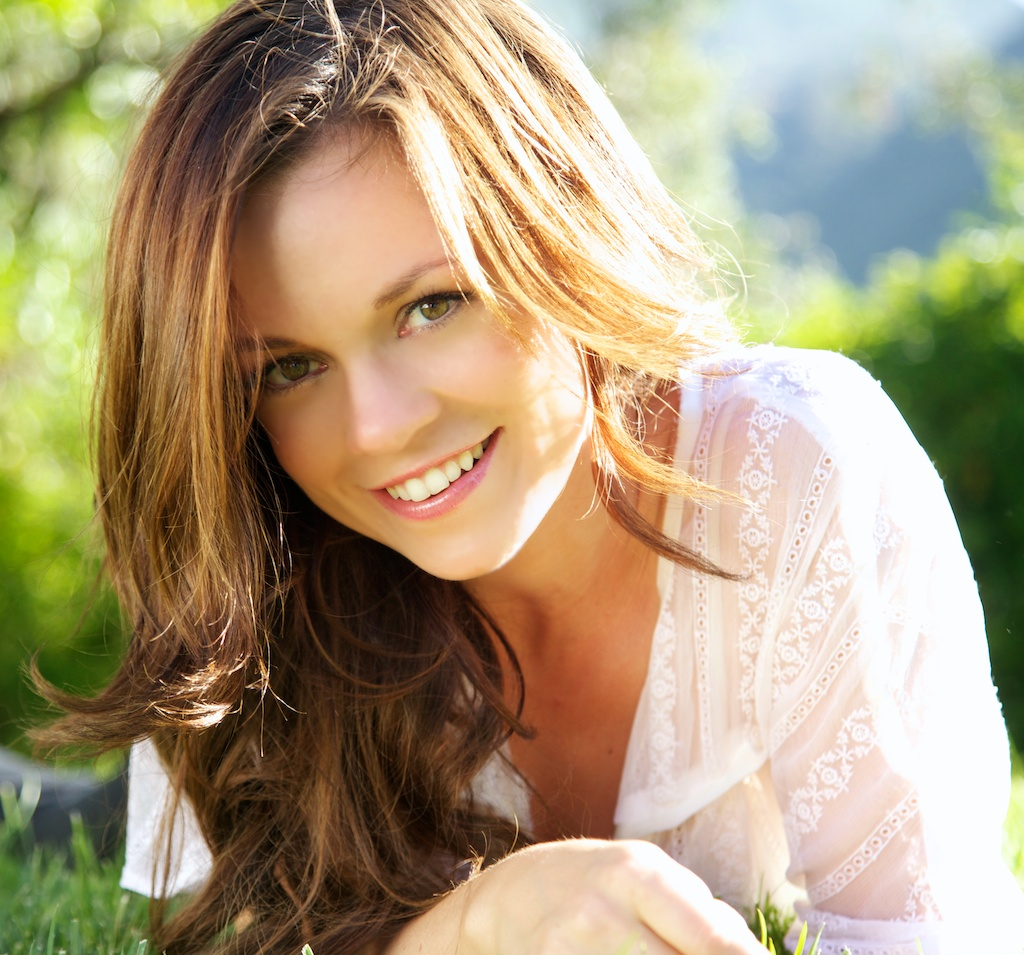
Rachel Boston
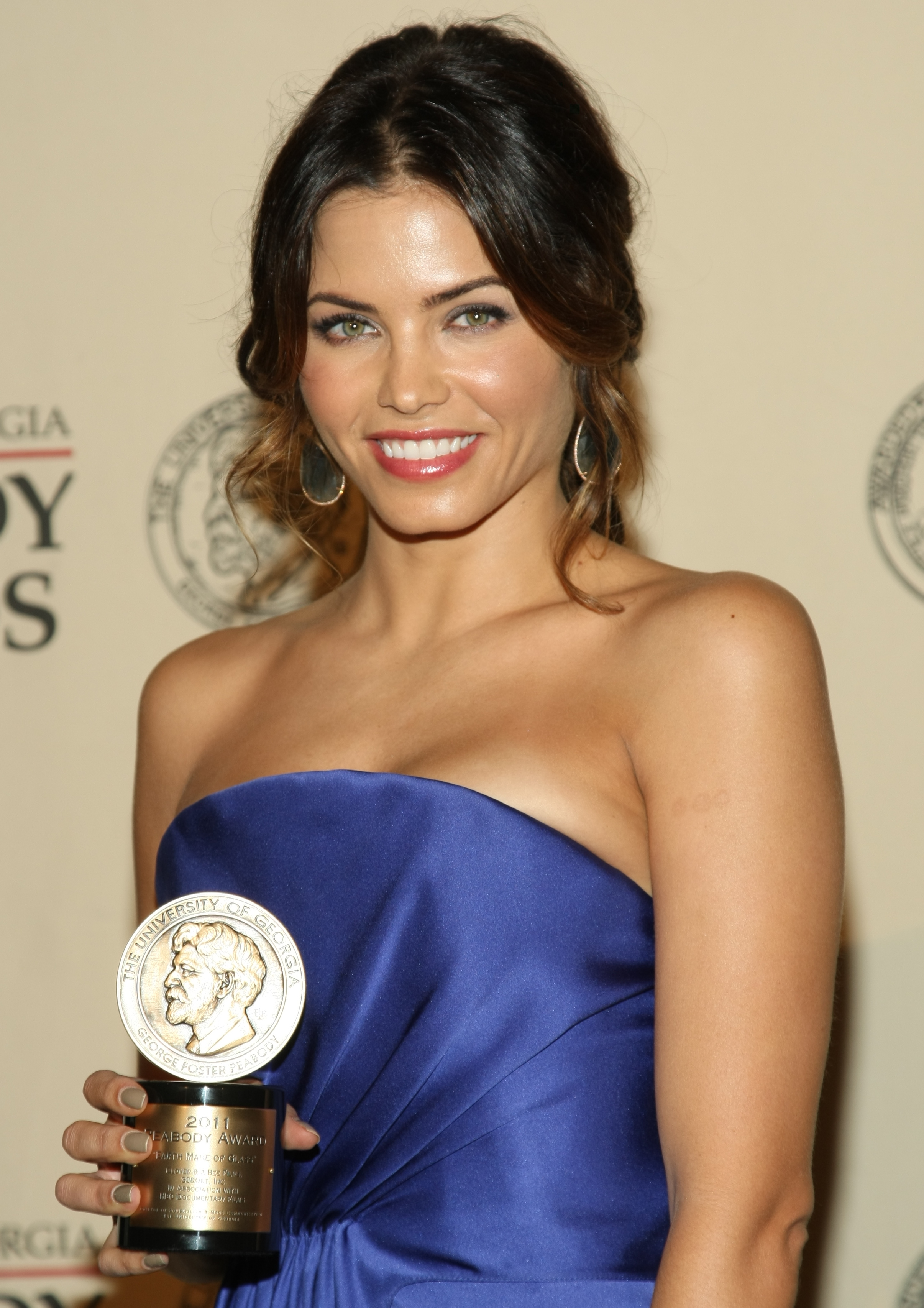
Jenna Dewan-Tatum
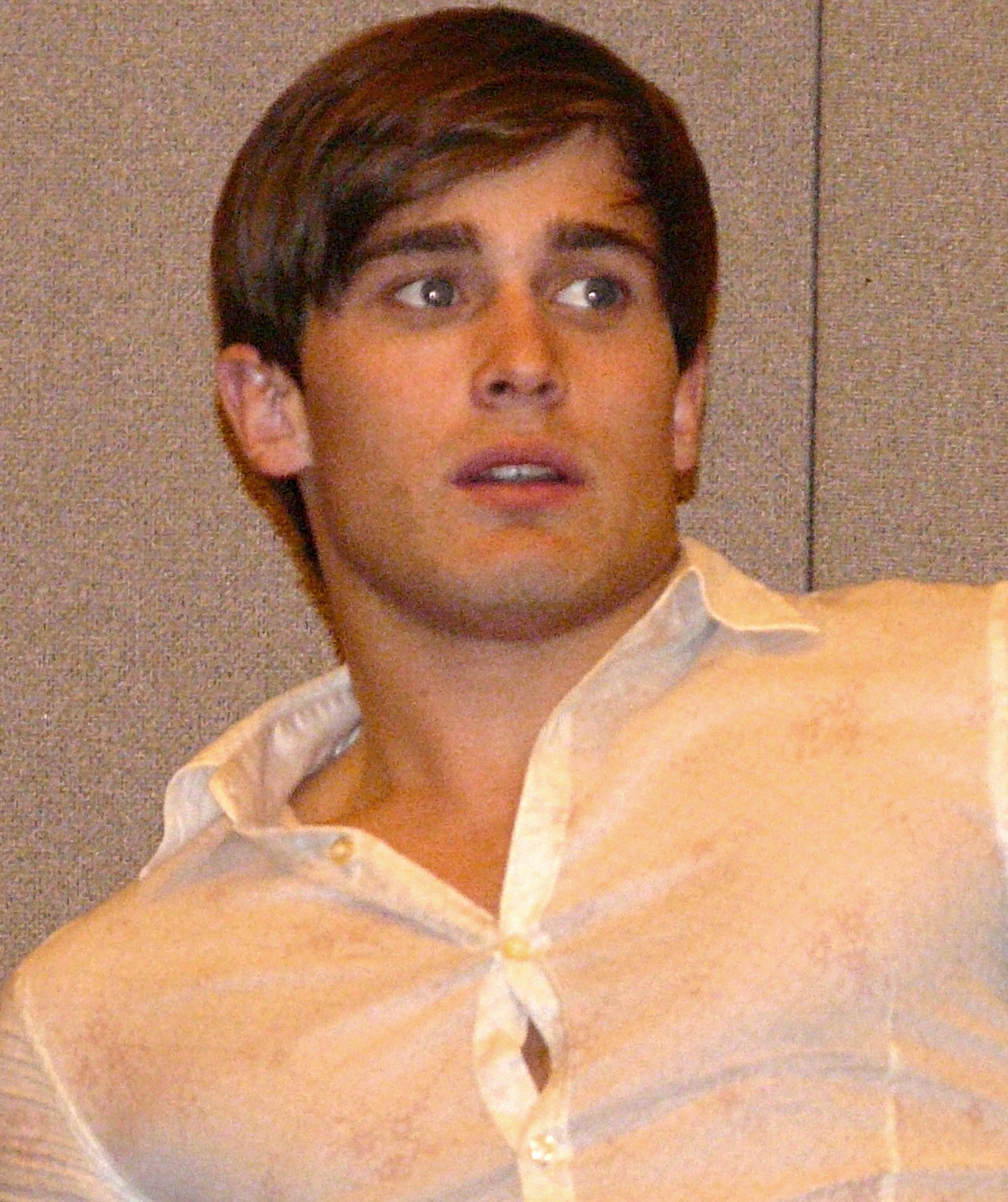
Christian Cooke

### Hauptbesetzung
| Rollenname          | Schauspieler      | Hauptrolle (Folge) | Nebenrolle (Folge) | Synchronsprecher   |
| ------------------- | ----------------- | ------------------ | ------------------ | ------------------ |
| Joanna Beauchamp    | Julia Ormond      | 1.01–2.13          |                    | Christin Marquitan |
| Wendy Beauchamp     | Mädchen Amick     | 1.01–2.13          |                    | Dorette Hugo       |
| Ingrid Beauchamp    | Rachel Boston     | 1.01–2.13          |                    | Susanne Geier      |
| Freya Beauchamp     | Jenna Dewan-Tatum | 1.01–2.13          |                    | Maja Maneiro       |
| Dash Gardiner       | Eric Winter       | 1.01–2.13          |                    | Roman Wolko        |
| Killian Gardiner    | Daniel Di Tomasso | 1.01–2.13          |                    | Arne Stephan       |
| Frederick Beauchamp | Christian Cooke   | 2.02–2.13          | 2.01               | Ricardo Richter    |

### Nebenbesetzung
| Rollenname                        | Schauspieler          | Nebenrolle (Folge)  | Synchronsprecher      |
| --------------------------------- | --------------------- | ------------------- | --------------------- |
| Penelope Gardiner/Athena Browning | Virginia Madsen       | 1.01–1.10           | Andrea Aust           |
| Det. Adam Noble                   | Jason George          | 1.01–1.05           | Matti Klemm           |
| Harrison Welles                   | Anthony Lemke         | 1.02–1.05           | Michael Deffert       |
| Hudson Rafferty                   | Tom Lenk              | 1.01–2.06           | Nic Romm              |
| Vidar                             | Matt Frewer           | 1.03–1.04           | Frank-Otto Schenk     |
| Leo Wingate                       | Freddie Prinze junior | 1.04, 1.07          | Dennis Schmidt-Foß    |
| Amy Matthews                      | Tiya Sircar           | 1.06–1.09           | Josephine Schmidt     |
| Mike                              | Enver Gjokaj          | 1.07–1.10           | Felix Spieß           |
| Victor Beauchamp                  | Joel Gretsch          | 1.09–2.01 2.03–2.04 | Frank Röth            |
| Tommy Cole/Rey Nikolaus           | Ignacio Serricchio    | 2.01–2.13           | Nico Mamone           |
| Eva/Selina                        | Bianca Lawson         | 2.01–2.11           | Julia Meynen          |
| Rey Nikolaus                      | Steven Berkoff        | 2.03–2.13           | Thomas Kästner        |
| Alex                              | Michelle Hurd         | 2.05–2.06           | Heide Domanowski      |
| Mason Tarkoff                     | James Marsters        | 2.07–2.13           | David Nathan          |
| Raven Moreau                      | Sarah Lancaster       | 2.10–2.13           | Kristina von Weltzien |

## Ausstrahlung
Vereinigte Staaten
Die Serienpremiere fand am 6. Oktober 2013 statt. Die Pilotfolge sahen 1,93 Millionen Zuschauer und sorgten für den zweitbesten Serienstart 2013 nach Devious Maids – Schmutzige Geheimnisse. In den darauffolgenden Wochen blieben die Einschaltquoten ziemlich stabil. Das erste Staffelfinale lief am 15. Dezember 2013 mit 1,74 Millionen Zuschauern. Zusammen mit dem zeitversetzten Fernsehen kam die erste Staffel auf durchschnittlich 3 Millionen Zuschauer.
Die zweite Staffel wurde zwischen dem 6. Juli und dem 5. Oktober 2014 ausgestrahlt.
Großbritannien
In England lief die Serie am 5. November 2013 auf Lifetime UK und in Australien soll sie 2014 auf dem Sender Eleven ausgestrahlt werden.
Deutschland
Die Pilotfolge wurde am 27. April 2014 auf dem Free-TV-Fernsehsender Sixx ausgestrahlt. Die reguläre Ausstrahlung ab der zweiten Folge war vom 1. Mai bis zum 26. Juni 2014 auf demselben Sender zu sehen.
Die Ausstrahlung der zweiten Staffel erfolgte vom 21. Mai 2015 bis zum 6. August 2015 auf Sixx.

## Episodenliste

### Staffel 1
| Nr. (ges.) | Nr. (St.) | Deutscher Titel                       | Originaltitel           | Erstausstrahlung USA | Deutschsprachige Erstausstrahlung (D) | Regie           | Drehbuch                           | Zuschauer (USA) | Quoten (D) |
| ---------- | --------- | ------------------------------------- | ----------------------- | -------------------- | ------------------------------------- | --------------- | ---------------------------------- | --------------- | ---------- |
| 1          | 1         | Unheil zieht auf                      | Pilot                   | 6. Okt. 2013         | 27. Apr. 2014                         | Mark Waters     | Maggie Friedman                    | 1,93 Mio.       | 0,34 Mio.  |
| 2          | 2         | Ruhe in Frieden Tante Marylin         | Marilyn Fenwick, R.I.P. | 13. Okt. 2013        | 1. Mai 2014                           | Jonathan Kaplan | Maggie Friedman                    | 1,93 Mio.       | 0,39 Mio.  |
| 3          | 3         | Heute bin ich eine Hexe               | Today I Am a Witch      | 20. Okt. 2013        | 8. Mai 2014                           | Allan Arkush    | Josh Reims                         | 1,69 Mio.       | 0,28 Mio.  |
| 4          | 4         | Liebe, Abendessen und ein Formwandler | A Few Good Talismen     | 27. Okt. 2013        | 15. Mai 2014                          | Fred Gerber     | Turi Meyer & Al Septien            | 1,83 Mio.       | 0,40 Mio.  |
| 5          | 5         | Electric Avenue                       | Electric Avenue         | 3. Nov. 2013         | 22. Mai 2014                          | Paul Holahan    | Ron Milbauer & Terri Hughes-Burton | 1,60 Mio.       | 0,29 Mio.  |
| 6          | 6         | Die Kraft der Nacht                   | Potentia Noctis         | 10. Nov. 2013        | 29. Mai 2014                          | John Scott      | Maggie Friedman                    | 1,46 Mio.       | 0,22 Mio.  |
| 7          | 7         | Auferstanden                          | Unburied                | 17. Nov. 2013        | 5. Juni 2014                          | David Solomon   | Josh Reims                         | 1,62 Mio.       | 0,28 Mio.  |
| 8          | 8         | Die goldene Schlange                  | Snake Eyes              | 24. Nov. 2013        | 12. Juni 2014                         | Peter Leto      | Turi Meyer & Al Septien            | 1,51 Mio.       | 0,30 Mio.  |
| 9          | 9         | Der Tag vor der Hochzeit              | A Parching Imbued       | 1. Dez. 2013         | 19. Juni 2014                         | Patrick Norris  | Josh Reims                         | 1,40 Mio.       | 0,34 Mio.  |
| 10         | 10        | Die Hochzeit                          | Oh, What a World!       | 15. Dez. 2013        | 26. Juni 2014                         | John Scott      | Maggie Friedman                    | 1,74 Mio.       | 0,35 Mio.  |

### Staffel 2
| Nr. (ges.) | Nr. (St.) | Deutscher Titel                    | Originaltitel                      | Erstausstrahlung USA | Deutschsprachige Erstausstrahlung (D) | Regie          | Drehbuch                                                            | Zuschauer (USA) |
| ---------- | --------- | ---------------------------------- | ---------------------------------- | -------------------- | ------------------------------------- | -------------- | ------------------------------------------------------------------- | --------------- |
| 11         | 1         | Ein gefährlicher Schatten          | A Moveable Beast                   | 6. Juli 2014         | 21. Mai 2015                          | Allan Arkush   | Maggie Friedman                                                     | 1,12 Mio.       |
| 12         | 2         | Der verlorene Sohn                 | The Son Also Rises                 | 13. Juli 2014        | 28. Mai 2015                          | Patrick Norris | Richard Hatem                                                       | 1,50 Mio.       |
| 13         | 3         | Der alte Mann und der Schlüssel    | The Old Man and the Key            | 20. Juli 2014        | 4. Juni 2015                          | Michael Nankin | Turi Meyer & Al Septien                                             | 1,31 Mio.       |
| 14         | 4         | Die Gebrüder Grimoire              | The Brothers Grimoire              | 27. Juli 2014        | 11. Juni 2015                         | Ron Underwood  | Shelley Meals & Darin Goldberg                                      | 1,10 Mio.       |
| 15         | 5         | Boogie Knights                     | Boogie Knights                     | 10. Aug. 2014        | 18. Juni 2015                         | Debbie Allen   | Debra J. Fisher                                                     | 0,96 Mio.       |
| 16         | 6         | Im Bann des Mandragoras            | When a Mandragora Loves a Woman    | 17. Aug. 2014        | 25. Juni 2015                         | Joe Dante      | Akela Cooper                                                        | 1,15 Mio.       |
| 17         | 7         | Magische Kunst                     | Art of Darkness                    | 24. Aug. 2014        | 2. Juli 2015                          | Patrick Norris | Yolonda E. Lawrence                                                 | 1,02 Mio.       |
| 18         | 8         | Sex, Lügen und Geburtstagskuchen   | Sex, Lies and Birthday Cake        | 7. Sep. 2014         | 9. Juli 2015                          | Guy Norman Bee | Handlung: Sarah Tarkoff Schauspiel: Maggie Friedman & Richard Hatem | 1,08 Mio.       |
| 19         | 9         | Der Geist des Königs               | Smells Like King Spirit            | 14. Sep. 2014        | 16. Juli 2015                         | Tim Andrew     | Turi Meyer & Al Septien                                             | 1,20 Mio.       |
| 20         | 10        | Der Untergang des Hauses Beauchamp | The Fall of the House of Beauchamp | 21. Sep. 2014        | 23. Juli 2015                         | Mick Garris    | Darin Goldberg & Shelley Meals                                      | 1,24 Mio.       |
| 21         | 11        | Baltimore, 1848                    | Poe Way Out                        | 28. Sep. 2014        | 30. Juli 2015                         | Joe Dante      | Debra J. Fisher                                                     | 0,88 Mio.       |
| 22         | 12        | Gefangen in der Vergangenheit      | Box to the Future                  | 5. Okt. 2014         | 6. Aug. 2015                          | Andy Wolk      | Richard Hatem                                                       | 1,14 Mio.       |
| 23         | 13        | Wen der Zauber trifft              | For Whom the Spell Tolls           | 5. Okt. 2014         | 6. Aug. 2015                          | Allan Arkush   | Maggie Friedman                                                     | 1,03 Mio.       |